# Schwingt freudig euch empor, BWV 36c
Schwingt freudig euch empor, BWV 36c (Eleveu-vos amb joia fins als estels), és una cantata profana de Johann Sebastian Bach estrenada a Leipzig l'any 1725.

## Origen i context
És la primera versió de les quatre cantates amb el número 36 del catàleg i és homònima a la cantata religiosa BWV 36. Fou composta en homenatge a un professor de qui no se'n coneix el nom ni l'ocasió concreta. Estrenada, probablement, l'abril o maig de 1725, o una mica més tard d'aquest mateix any, s'han proposat com a possibles destinataris, Johann Burckhard Mencke amb motiu del seu 50è aniversari o bé Johann Mathias Gesner, que uns anys més tard seria rector de l'Escola de Sant Tomàs.

## Anàlisi
Obra escrita per a soprano, tenor, baix i cor; dos oboès d'amor, corda i baix continu. Consta de nou números.
1. Cor: Schwingt freudig euch empor und dringt bis an die Sternen (Alceu ben amunt vostra joia i que arribin fins als estels)
2. Recitatiu (tenor): Ein Herz, in zärtlichem Empfinden (Un cor que vessa tendresa)
3. Ària (tenor): Die Liebe führt mit sanften Schritten (La vida emmena amb suau caminar)
4. Recitatiu (baix): Du bist es ja, o hochverdienter Mann (Ets tu, O sí, un gran home meritós)
5. Ària (baix): Der Tag, der dich vordem gebar (El dia que vingueres al món)
6. Recitatiu (soprano): Nur dieses Einz'ge sorgen wir (Només una cosa ens dol)
7. Ària (soprano): Auch mit gedämpften, schwachen Stimmen (Malgrat que a mitja veu, fluixet)
8. Recitatiu (tenor): Bei solchen freudenvollen Stunden (En aquests moments tan plens de goig)
9. Cor i recitatiu (tenor, baix i soprano): Wie die Jahre sich verneuen (Així com els anys es renoven)

Cadascun dels tres solistes canten, al seu aire, les lloances al professor homenatjat: el tenor expressa l'amor dels alumnes als professors, el baix en destaca la missió del professor com a guia del jovent, mentre que el soprano espera que els elogis, que mai seran prou, siguin acollits amb benevolència. Organitzada de manera simètrica al voltant de l'ària de baix, número 4, l'únic moviment en què Bach fa ús de la corda; les altres dues àries van acompanyades per un instrument solista, per l'oboè la de tenor, número 3, i per la viola la de soprano, número 7. El cor inicial està dividit en dues parts, seguint el contrast del text entre Schwingt freudig euch empor (Alceu ben amunt vostra joia) i Doch, haltet ein!  (Doncs, no oblideu!). El cor final, és una gavota que conté tres recitatius, un de cada solista. Té una durada aproximada d'uns vint-i-cinc minuts.

## Discografia seleccionada
- J.S. Bach: Edition Bachakademie Vol. 139. Helmuth Rilling, Gächinger Kantorei, Bach-Collegium Stuttgart, Eva Oltiványi, Marcus Ullmann, Andreas Schmidt, (Hänssler), 2000.
- J.S. Bach: Bach 2000. Cantatas BWV 36c, 200, 63 App. & 182 App.. Peter Schreier, Berliner Solisten, Kammerorchester Berlin, Edith Mathis, Peter Schreier, Sigfried Lorenz. (Teldec), 2000.
- J.S. Bach: Kantate Nr. 36c. Kurt Thomas, Thomanerchor, Gewandhausorchester, Adele Stolte, Hans-Joachim Rotzsch, Theo Adam, (Eterna),
- J.S. Bach: Secular Cantatas. Reinhard Goebel, Ex Tempore, Musica Antiqua Köln, Dorothea Röschmann, Axel Köhler, Christoph Genz, Hans-Georg Wimmer. (Archiv Produktion)
- J.S. Bach: Secular Cantatas Vol. 3. Masaaki Suzuki, Bach Collegium Japan, Joanne Lunn, Hiroya Aoki, Makoto Sakurada, Roderick Williams, (BIS), 2013